# Polymera melanosterna
Polymera melanosterna är en tvåvingeart som beskrevs av Alexander 1945. Polymera melanosterna ingår i släktet Polymera och familjen småharkrankar. Inga underarter finns listade i Catalogue of Life.